# Verklista för Arnold Schönberg
Verklista för Arnold Schönberg.

## Verk efter opustal

### op.1
- Zwei Gesänge für Bariton und Klavier (1897 eller 1898)
  - "Dank" (Levetzow)
  - "Abschied" (Levetzow)

### op.2
- Vier Lieder für Singstimme und Klavier (1899)
  - "Erwartung" (Dehmel)
  - "Schenk mir deinen goldenen Kamm" (Dehmel)
  - "Erhebung" (Dehmel)
  - "Waldsonne" (Schlaf)

### op.3
- Sechs Lieder für eine mittlere Singstimme und Klavier (1899-1903)
  - "Wie Georg von Frundsberg" (Ur "Des Knaben Wunderhorn")
  - "Die Aufgeregten" (Keller)
  - "Warnung" (Dehmel)
  - "Hochzeitslied" (Jacobsen)
  - "Geübtes Herz" (Keller)
  - "Freihold" (Lingg)

### op.4
- Verklärte Nacht. Stråksextett (1899)
  - 1. Bearbetning för stråkorkester (1917)
  - 2. Bearbetning för stråkorkester (1943)

### op.5
- Pelleas und Melisande. Symfonisk dikt för orkester (1903)

### op.6
- Acht Lieder für Gesang und Klavier (1903—05)
  - "Traumleben" (Hart)
  - "Alles" (Dehmel)
  - "Mädchenlied" (Remer)
  - "Verlassen" (Conradi)
  - "Ghasel" (Keller)
  - "Am Wegrand" (Mackay)
  - "Lockung" (Aram)
  - "Der Wanderer" (Nietzsche)

### op.7
- I. Streichquartett in d-moll (1905)

### op.8
- Sechs Lieder für Gesang und Orchester (1904)
  - "Natur" (Hart)
  - "Das Wappenschild" (Ur "Des Knaben Wunderhorn")
  - "Sehnsucht" (Ur "Des Knaben Wunderhorn")
  - "Nie ward ich Herrin müd" (Petrarca)
  - "Voll jener Süsse" (Petrarca)
  - "Wenn Vöglein klagen" (Petrarca)

### op.9
- I. Kammersymphonie für 15 Soloinstrumente (1906)
  - 1. Bearbetning för orkester (utan år)
  - 2. Bearbetning för orkester (1935) = op.9b

### op.10
- II. Streichquartett in fis-moll med sång (1907—1908). (Tredje och fjärde satserna: "Litanei" och "Entrückung" efter George)

### op.11
- Drei Klavierstücke (1909)

### op.12
- Zwei Balladen für Gesang und Klavier (1907)
  - "Der verlorene Haufen" (Klemperer)
  - "Jane Grey" (Ammann)

### op.13
- Friede auf Erden (Meyer) för blandad kör a cappella (1907)

### op.14
- Zwei Lieder für Gesang und Klavier (1907/08)
  - "Ich darf nicht dankend" (George)
  - "In diesen Wintertagen" (Henckel)

### op.15
- Fünfzehn Gedichte aus "Das Buch der hängenden Gärten" (George) för en sångstämma och piano (1908/09)

### op.16
- Fünf Orchesterstücke (1909). Reducerad version för standardorkester (1949)

### op.17
- Erwartung (Pappenheim). Monodram för sopran och orkester (1909)

### op.18
- Die glückliche Hand (Schönberg). Drama med musik (1908-1913)

### op.19
- Sechs kleine Klavierstücke (1911)

### op.20
- Herzgewächse (Maeterlinck) för hög sopran, harmonium, celesta och harpa (1911)

### op.21
- Pierrot Lunaire (Giraud & Hartleben) för en talstämma, piano, flöjt (även piccola), klarinett (även basklarinett), violin (även viola) och violoncell (1912)

### op.22
- Vier Lieder für Gesang und Orchester (1913-16)
  - "Alle, welche dich suchen" (Rilke)
  - "Mach mich zum Wächter deiner Weiten" (Rilke)
  - "Vorgefühl" (Rilke)
  - "Seraphita" (Dowson & George)

### op.23
- Fünf Klavierstücke (1920-1923)

### op.24
- Serenade för klarinett, basklarinett, mandolin, gitarr, violin, viola, violoncell och baryton (1920-23)

### op.25
- Suite für Klavier (1921)

### op.26
- Quintett för flöjt, oboe, klarinett, horn och fagott (1923)

### op.27
- Vier Stücke für gemischten Chor (1925)
  - "Unentrinnbar" (Schönberg)
  - "Du sollst nicht, du musst" (Schönberg)
  - "Mond und Menchen" (Bethge)
  - "Der Wunsch des Liebhabers" (Bethge)

### op.28
- Drei Satiren für gemischten Chor (1925)
  - "Am Scheideweg" (Schönberg)
  - "Vielseitigkeit" (Schönberg)
  - "Der neue Klassizismus" (Schönberg)

### op.29
- Suite för piano, klarinett, basklarinett, violin, viola och violoncell (1924-1926)

### op.30
- III. Streichquartett (1927)

### op.31
- Variationen für Orchester (1926-1928)

### op.32
- Von heute auf morgen. Opera i en akt (Blonda 1928/29)

### op.33a
- Klavierstück (1928)

### op.33b
- Klavierstück (1931)

### op.34
- Begleitmusik zu einer Lichtspielszene für Orchester (1920/30)

### op.35
- Sechs Stücke für Männerchor (1929/30)
  - "Hemmung" (Schönberg)
  - "Das Gesetz" (Schönberg)
  - "Ausdrucksweise" (Schönberg)
  - "Glück" (Schönberg)
  - "Landsknechte" (Schönberg)
  - "Verbundenheit" (Schönberg)

### op.36
- Konzert für Violine und Orchester (1934—36)

### op.37
- IV. Streichquartett (1936)

### op.38
- II. Kammersymphonie (1906—39)

### op.39
- Kol Nidre. För talröst, blandad kör och orkester (1938)

### op.40
- Variations on a recitative for organ (1941)

### op.41
- Ode to Napoleon Buonaparte (Byron) för talröst, stråkkvartett och piano (1942).
- Bearbetning för stråkorkester, piano och talröst (op.41b)

### op.42
- Konzert für Klavier und Orchester' (1942)

### op.43b
- Thema und Variationen für Blasorchester (1942). Bearbetning för stor orkester

### op.44
- Prelude für Orchester unter gemischten Chor (1945)

### op.45
- Streichtrio (1946)

### op.46
- A survivor from Warsaw (Schönberg) för talröst, manskör och orkester (1947)

### op.47
- Phantasy for violin with piano accompaniment (1949)

### op.48
- Drei Lieder für Gesang och Klavier (1933)
  - "Mädchenlied" (Haringer)
  - "Sommermüd" (Haringer)
  - "Tod" (Haringer)

### op.49
- Drei Volkslieder für gemischten Chor a capella (1948)
  - "Es gingen zwei Gespielen gut"
  - "Der Mai tritt ein mit Freuden"
  - "Dein Herz in steten Treuen"

### op.50a
- Dreimal tausend Jahre (Runes) för blandad kör a cappella (1949)

### op.50b
- De profundis (Psalm 130) för sexstämmig blandad kör a cappella (1950)

### op.50c
- Moderner Psalm (Schönberg) för talröst, fyrstämmig blandad kör och orkester (1950)

## Verk utan opustal
- Gurre-Lieder (Jacobsen) för soli, talröst, kör och orkester (1900-1911)
- Die Jakobsleiter (Schönberg). Oratorium för soli, kör och orkester. Ofullbordad. (1917-1922)
- Moses und Aron (Schönberg). Opera i tre akter. Ofullbordad. (1930-1932)

## Verk efter typ
- Stråkkvartett D-dur (1897)
- Verklärte Nacht, op. 4, stråksextett (över en dikt av Richard Dehmel, från Weib und Welt) (1899)
- Gurre-Lieder, för soli, kör och orkester (dikter av Jens Peter Jacobsen) (1900–1911)
- Brettl-Lieder, för sång och piano (1901)
- Pelleas und Melisande, op. 5 (symfonisk dikt inspirerad av Maurice Maeterlincks skådespel med samma namn) (1902-1903)
- Stråkkvartett nr 1 d-moll, op. 7 (1904-1905)
- Kammarsymfoni nr. 1, op. 9/9 b, för femton soloinstrument/stor orkester (1906)
- Stråkkvartett nr 2, fiss-moll op. 10 (med sopransolo i sats 3 och 4) (1907-1908)
  - 1. Mässig (moderato)
  - 2. Sehr rasch
  - 3. Litanei (text Tief ist die Trauer... ur Stefan Georges diktcykel Der siebente Ring)
  - 4. Entrückung (text Ich fühle Luft von anderen Planeten ... ur Stefan Georges diktcykel Der siebente Ring)
- Pianostycken, op. 11
- Friede auf Erden, op. 13 för blandad kör (text av Conrad Ferdinand Meyer) (1907)
- Das Buch der hängenden Gärten, op. 15 (dikter av Stefan George) sång och piano (1908-1909)
- Fem orkesterstycken, op. 16 (1909, 1922)
- Sex små pianostycken, op. 19 (1911)
- Herzgewächse, för sopran, celesta, harmonium och harpa, op. 20 ("Feuillage du cœur" ur diktsamlingen "Serres Chaudes" av Maurice Maeterlinck) (1911)
- Pierrot Lunaire, op. 21 för talstämma, piano, flöjt, klarinett, violin och cello (1912)
- Fem pianostycken, op. 23
- Svit för piano, op. 25 (1921-1923)
- Blåskvintett, op. 26 (1923-1924)
- Moses och Aron, opera (1926-1932)
- Stråkkvartett nr. 3, op. 30 (1927)
- Variationer för orkester, op. 31 (1926-1929)
- Von heute auf morgen, opera op. 32 (1928-1929)
- Sex stycken för kör, op. 35 (1930
- Violinkonsert, op. 36 (1934-1936)
- Stråkkvartett nr. 4, op. 37 (1936)
- Kammarsymfoni nr. 2, ess-moll op. 38/38 b (1906-1909)
- Kol nidre för talare, blandad kör och orkester op. 39 (1938)
- Variationer över ett recitativ i D, för orgel op. 40 (1941)
- Ode to Napoleon Buonaparte op. 41 för stråkkvartett, piano och recitation (dikt av Lord Byron) (1942)
- Pianokonsert op. 42 (1942)
- Stråktrio op. 45 (1946)
- En överlevande från Warszawa, op. 46 a, för recitation, manskör och orkester (1947)
- Fantasi, op. 47 för violinsolo (1949)

## Operor
| Opus | Titel                | Libretto            | År      | Tillägnad | Övrigt      |
| ---- | -------------------- | ------------------- | ------- | --------- | ----------- |
| 17   | Erwartung            | Marie Pappenheim    | 1909    |           |             |
| 18   | Die glückliche Hand  | Arnold Schoenberg   | 1910–13 |           |             |
| 32   | Von heute auf morgen | Gertrud Schoenberg  | 1928–29 |           |             |
| -    | Moses och Aron       | Bok:Andra Moseboken | 1930–32 |           | Ofullbordad |

## Orkesterverk
| Opus | Titel                    | År      | Tillägnad | Övrigt            |
| ---- | ------------------------ | ------- | --------- | ----------------- |
| 16   | Fem Orkesterstycken      | 1909    |           |                   |
| 31   | Variationer för Orkester | 1926/28 |           |                   |
|      | Svit i G-dur             | 1934    |           | För Stråkorkester |
| 43b  | Tema och variationer     | 1943    |           |                   |

## Kammarmusik

### Stråkkvartetter
| Opus | Titel                                                                                            | Instrument | År      | Tillägnad | Övrigt                       |
| ---- | ------------------------------------------------------------------------------------------------ | ---------- | ------- | --------- | ---------------------------- |
|      | Presto i C-dur                                                                                   |            | 1894?   |           |                              |
|      | Stråkkvartett i D-dur                                                                            |            | 1897    |           |                              |
|      | Scherzo i F-dur, and Trio in a minor for String Quartet, rejected from D major String Quartet () |            | 1897    |           |                              |
| 7    | Stråkkvartett Nr.1 i D-moll                                                                      |            | 1904/05 |           |                              |
| 10   | Stråkkvartett Nr.2 i Fiss-moll                                                                   |            | 1907/08 |           | Innehåller även sopranstämma |
| 30   | Stråkkvartett Nr.3                                                                               |            | 1927    |           |                              |
| 37   | Stråkkvartett Nr.4                                                                               |            | 1936    |           |                              |